# ميخائيل ديفيد كارتلند
ميخائيل ديفيد كارتلند (بالإنجليزية: Michael David Cartland)‏ هو موظف مدني بريطاني، ولد في 8 أكتوبر 1945.